# Якубовский, Иван Игнатьевич
Ива́н Игна́тьевич Якубо́вский (белор. Іван Ігнацьевіч Якубоўскі; 25 декабря 1911 (7 января 1912), деревня Зайцево, сейчас Горецкий район Могилёвской области — 30 ноября 1976, Москва, СССР) — советский военачальник, Маршал Советского Союза (1967). Дважды Герой Советского Союза (10.01.1944, 23.09.1944). Герой ЧССР (30.04.1970). Член ЦК КПСС (1961—1976).

## Биография
Родился шестым ребёнком в крестьянской семье. В семье было 6 детей, из которых двое братьев Ивана Якубовского погибли на фронтах Великой Отечественной войны, а сестра с ребёнком были расстреляны немецкими оккупантами в годы войны. Белорус. Работал по найму в селе, окончил 7 классов сельской школы. С 1930 года — секретарь кустовой ячейки Макаровского сельсовета Горецкого уезда, затем работал на кирпичном заводе в городе Горки. Окончил 2 курса Оршанского педагогического техникума в 1932 году.

### Служба в предвоенные годы
В 1932 году призван в Красную армию. Окончил Белорусскую Объединённую военную школу имени М. И. Калинина в Минске в 1934 году, направлен служить командиром учебного взвода в 27-ю Омскую Краснознамённую стрелковую дивизию (Витебск).
В 1935 году окончил Ленинградские бронетанковые курсы усовершенствования комсостава имени А. С. Бубнова. Служил в Белорусском военном округе — командир танкового взвода 16-й танковой бригады (Лепель), с октября 1937 — командир танковой роты там же, с января 1940 года — командир танковой роты 22-го легкотанкового полка, с апреля 1940 — начальник штаба танкового батальона 17-й легкотанковой бригады в Закавказском военном округе (г. Вагаршапат, Армянская ССР), с июля 1940 года — преподаватель Пуховичского пехотного училища, с апреля 1941 — командир учебного танкового батальона 51-го танкового полка 26-й танковой дивизии 20-го механизированного корпуса Западного Особого военного округа. Командовал танковой ротой в Польском походе РККА в сентябре 1939 года в составе войск Белорусского фронта и в советско-финской войне 1939—1940 годов.

### Великая Отечественная война
В Великую Отечественную войну капитан Якубовский вступил в должности командира учебного танкового батальона 26-й танковой дивизии 20-го мехкорпуса Западного фронта. Участвовал в оборонительных боях в Белоруссии, обороне Минска. С 10 июля 1941 года — командир 51-го танкового полка 26-й танковой дивизии 20-го мехкорпуса, сражался в осаждённом Могилёве, был представлен к ордену Красного Знамени. В сентябре 1941 года вышел из окружения и был назначен для поручений в штаб Брянского фронта. С 14 по 28 декабря 1941 года — командир 121-го танкового полка 121-й танковой бригады 3-й армии Западного фронта (Орловское направление).
С 3 января 1942 года — заместитель командира 121-й отдельной танковой бригады 57-й армии Южного фронта, участвовал в Барвенково-Лозовской наступательной операции. В марте 1942 года был назначен командиром 91-й танковой бригады, сдав свою должность Г. А. Адильбекову. Снова боевые товарищи встретились уже на Днепровских рубежах в 1943 при освобождении Киева. Отличился в оборонительных боях на Донбассе летом 1942 года, в оборонительном и наступательном этапах Сталинградской битвы, сражаясь на Южном, Юго-Западном, Сталинградском и Донском фронтах.
Весной 1943 года бригада была переброшена на Центральный фронт и включена в состав 3-й гвардейской танковой армии, в которой воевал до конца войны. Во главе бригады геройски сражался на Воронежском, Брянском, Центральном, 1-м Украинском фронтах в Курской битве на Орловском направлении, в Битве за Днепр, в освобождении Киева и Фастова.
Представлен к награждению званием Героя Советского Союза за героизм в боях за Фастов, где бригада под его командованием только за день боя уничтожила 30 танков врага. Указом Президиума Верховного Совета СССР «О присвоении звания Героя Советского Союза генералам, офицерскому, сержантскому и рядовому составу Красной Армии» от 10 января 1944 года за «образцовое выполнение боевых заданий командования на фронте борьбы с немецко-фашистскими захватчиками и проявленные при этом отвагу и геройство» удостоен звания  Героя Советского Союза.
Весной 1944 года танковая бригада полковника Якубовского успешно действовала в Проскуровско-Черновицкой наступательной операции.
С июня 1944 года Якубовский — заместитель командира 6-го гвардейского танкового корпуса 3-й гвардейской танковой армии. Участвовал в Львовско-Сандомирской операции, в боях по обороне и расширению Сандомирского плацдарма, в Висло-Одерской операции в январе 1945 года. В этих операциях командовал передовыми отрядами корпуса, действуя на острие удара танковой армии. За геройские действия в Львовско-Сандомирской операции полковнику Якубовскому вторично присвоено звание Героя Советского Союза указом от 23 сентября 1944 года.
С апреля 1945 года — заместитель командира 7-го гвардейского танкового корпуса в той же армии, участвовал в Берлинской и Пражской операциях. Отличался выдающимся личным мужеством, мастерством принятия нестандартных решений, умением действовать самостоятельно. В годы войны несколько раз был ранен, горел в танке.

### Послевоенное время

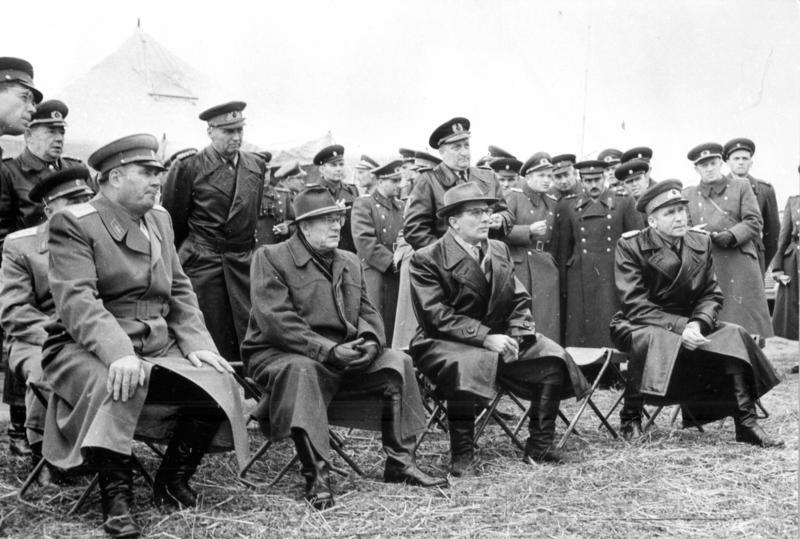
Главком ГСВГ И. И. Якубовский (крайний слева) на учениях ННА ГДР, 14 октября 1960 года

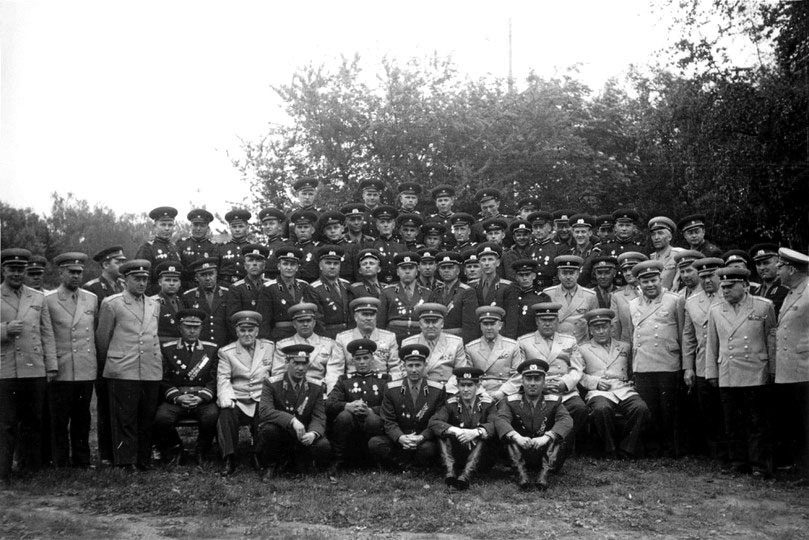
Главком ГСВГ И. И. Якубовский среди награждённых отличившихся в период Берлинского кризиса 1961 года. Бернау, 1962 год

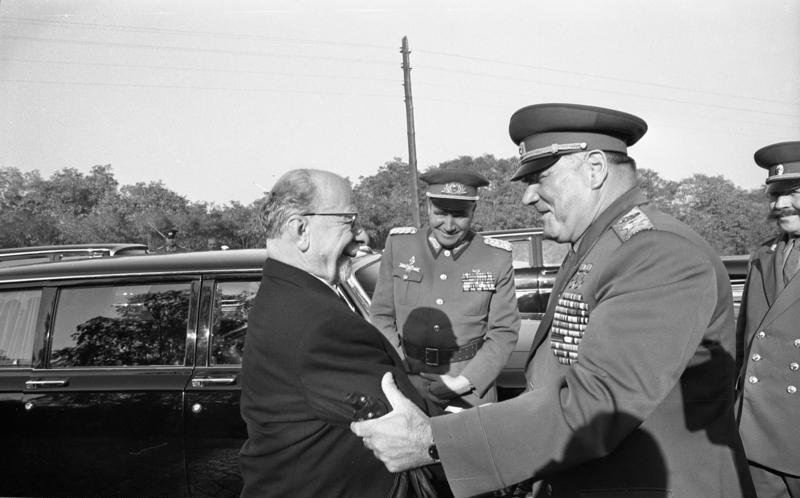
С руководителем ГДР Вальтером Ульбрихтом, 12 октября 1970 года

Бюст И. И. Якубовского на улице его имени в Минске

После войны продолжил службу заместителем командира 7-го гвардейского танкового корпуса, а после его переформирования в дивизию в августе 1945 года — заместителем командира 7-й гвардейской танковой дивизии в Центральной группе войск. С февраля 1946 года учился в академии, в феврале 1948 года окончил Высшую военную академию имени К. Е. Ворошилова. С марта 1948 года — командир 2-й отдельной гвардейской кадровой танковой дивизии в Ленинградском военном округе. С марта 1949 — командир 4-й гвардейской танковой Кантемировской дивизии Московского военного округа. С апреля 1952 года — командующий бронетанковыми и механизированными войсками Прикарпатского военного округа. С декабря 1953 года командовал 1-й гвардейской танковой армией в ГСВГ.
С июля 1957 года — 1-й заместитель Главнокомандующего Группы советских войск в Германии. В апреле 1960 года назначен Главнокомандующим Группы советских войск в Германии. В разгар Берлинского кризиса, когда резко обострилась угроза вооружённого конфликта в Европе, Главнокомандующим Группы советских войск в Германии был назначен Маршал Советского Союза И. С. Конев (август 1961 года), а Якубовский был переведён на должность его первого заместителя, при этом продолжая руководить повседневной деятельностью ГСВГ. После стабилизации обстановки в апреле 1962 года Якубовский вновь возвращён на должность Главнокомандующего Группы советских войск в Германии. Единственный из военачальников, кто занимал должность Главкома ГСВГ дважды.
С января 1965 года — командующий войсками Киевского военного округа. В книге В. Суворова "Освободитель" рассказывается о быте маршала и его супруге, в этот период. 
С апреля 1967 года — первый заместитель Министра обороны СССР, с июля 1967 года одновременно и Главнокомандующий Объединёнными вооружёнными силами государств — участников Варшавского договора. 12 апреля 1967 года, одновременно с назначением А. А. Гречко министром обороны, а Якубовского — его первым заместителем, Якубовскому присвоено звание Маршала Советского Союза.
С 1961 по 1976 годы — член ЦК КПСС. Депутат Верховного Совета СССР 6—9 созывов (1962—1976). Депутат Верховного совета РСФСР 2-го, 4-го и 5-го созывов (1947—1951, 1954—1963). Делегат 22-го, 23-го, 24-го 25-го съездов КПСС. Член Политбюро ЦК Коммунистической партии Украины (1966—1967).
Скончался 30 ноября 1976 года. Прах захоронен в Кремлёвской стене на Красной площади.

## Воинские звания
- Лейтенант (конец 1935);
- Старший лейтенант (1939);
- Капитан (23.12.1940);
- Майор (12.1941);
- Подполковник (27.03.1942);
- Полковник (30.12.1942);
- Генерал-майор танковых войск (20.04.1945);
- Генерал-лейтенант танковых войск (3.05.1953);
- Генерал-полковник (18.08.1958);
- Генерал армии (27.04.1962);
- Маршал Советского Союза (12.04.1967).

## Награды

### Советские награды
- Дважды Герой Советского Союза (10 января 1944 № 2093, 23 сентября 1944 № 4657);
- Четыре ордена Ленина (10 января 1944, 6 января 1962, 22 февраля 1968, 6 января 1972);
- Четыре ордена Красного Знамени (21 июля 1942, 14 февраля 1943, 30 августа 1944, 21 августа 1953);
- Два ордена Суворова II степени
  - 6 апреля 1945
  - 31 мая 1945 — за умелое и мужественное руководство боевыми операциями и за достигнутые в результате этих операций успехи в боях с немецко-фашистскими захватчиками[12]
- Орден Отечественной войны I степени (21 августа 1943);
- Орден Красной Звезды (6 ноября 1947);
- Орден Орден «За службу Родине в Вооружённых Силах СССР» III степени (30 апреля 1975);
- Медаль «За боевые заслуги» (3 ноября 1944);
- Ряд других медалей СССР;
- Почётное оружие с золотым изображением Государственного герба СССР (22 февраля 1968);

### Иностранные награды
- Герой Чехословацкой социалистической республики (ЧССР, 30 апреля 1970);
- Орден Клемента Готвальда (ЧССР, 1970);
- Военный крест (ЧССР, 1947);
- Орден Карла Маркса (ГДР, 1970);
- Орден «За заслуги перед Отечеством» (ГДР, 22 января 1965);
- Командор со звездой ордена Возрождения Польши (ПНР, 23 февраля 1968);
- Командор ордена Возрождения Польши (ПНР, 1973);
- Орден «Крест Грюнвальда» III степени (ПНР, 1946);
- Два ордена Сухэ-Батора (МНР, 23 февраля 1968, 6 июля 1971);
- Орден Знамени I степени (ВНР, 1970);
- Два ордена Народной Республики Болгария I степени (БНР, 22 февраля 1968, 1974);
- Орден «23 августа» (СРР, 1974);
- Орден Звезды Румынии I степени (СРР, 1969);
- Медаль «Победы и Свободы» (Польша, 1946);
- Медаль «За Одру, Нису и Балтику» (Польша, 1946);
- Медаль «Братство по оружию» (Польша);
- Медаль «За укрепление дружбы по оружию» I степени (ЧССР);
- Дукельская памятная медаль (ЧССР, 26 июня 1966);
- Медаль «Братство по оружию» в золоте (ГДР, 1966);
- Медаль «За заслуги перед Национальной Народной Армией» (ГДР);
- Медаль «30 лет Халхин-Гольской Победы» (МНР, 1969);
- Медаль «50 лет Монгольской Народной Армии» (МНР, 1970);
- Медаль «50 лет Монгольской Народной Революции» (МНР, 1970).

## Публикации
- Якубовский И. И. Боевое содружество. — М.: Воениздат, 1971. — 103 с. — ISBN Якубовский.
- Якубовский И. И. Земля в огне. — М.: Воениздат, 1975. — 567 с.
- Якубовский И. И. За прочный мир на земле. — М.: Знание, 1975. — 63 с. — (Б-чка «К 30-летию победы советского народа в Великой Отечественной войне». В помощь лектору).
- Якубовский И. И. Суровое начало боевого пути // Битва за Сталинград / Составители. — 4-е изд. — Волгоград: Нижне-Волжское книжное издательство, 1973. — С. 466—477.
- Якубовский И. И. Удар небывалой силы // Военно-исторический журнал. — 1970. — Февраль (№ 2). — С. 61—74.

## Семья
- Жена — Зинаида Фёдоровна Котловская.[источник не указан 1254 дня]
- Дочь — Нелли Ивановна Якубовская.[источник не указан 1254 дня]
- Сын — Феликс Иванович Якубовский[источник не указан 1254 дня]

## Память
- В 1977 году имя И. И. Якубовского присвоено Киевскому высшему танковому инженерному училищу.
- Имя И. И. Якубовского присвоено 91-му Фастовскому ордена Ленина, Краснознамённому орденов Суворова и Богдана Хмельницкого полку (в/ч 60600)[13].
- Имя И. И. Якубовского присвоено улицам в Киеве, Минске, Могилёве, Орше, Фастове, Гродно, улице и площади в родном городе Горки.
- Имя И. И. Якубовского присвоено парку, расположенному в городе Орша[14].
- Почётный гражданин города Калач-на-Дону.
- Мемориальная доска на Кремлёвской стене.
- Мемориальная доска в Киеве.С 2022 года - улица Героев Мариуполя
- Бюст в Минске.
- Мемориальная доска в Минске.